# 詹武
詹武（1920年—），男，浙江温岭人，中国农业经济学家，曾任中国银行总行常务副行长、中国人民银行总行党组成员。